# Kurt Theodor Oehler
Kurt Theodor Oehler (* 28. Februar 1942, heimatberechtigt in Aarau) ist ein Schweizer Autor.

## Familie
Die ersten Vorfahren der Familie Oehler lassen sich im norddeutschen Raum Lüneburg bis ins 17. Jahrhundert zurückverfolgen. Spätere Vertreter der Familie lebten als Zimmerleute, Maurermeister, Spengler oder Förster im Raum Frankfurt am Main.
Der Ahnherr des Schweizer Zweiges war Karl Gottlieb Reinhard Oehler, der in Giessen und Heidelberg Theologie, Philologie und Philosophie studierte und sich 1820 als Professor an die Kantonsschule Aarau wählen liess. Dort begründete er eine eigene Familie und wirkte nach seiner Professur in Aarau als Färbereileiter, Fabrikant und als Kantonsschulrat. In zweiter Ehe kehrte er nach Deutschland zurück, wo er in Offenbach am Main die Anilinfabrik aufbaute, die schliesslich ein wesentlicher Bestandteil der I.G. Farbenindustrie AG werden sollte.
Der Sohn von Karl Gottlieb Reinhard Oehler, August Karl Georg, blieb in Aarau, wo er und seine Nachfolger aus einer kleinen Werkstatt die Maschinenfabrik und Eisen- und Stahlwerke Oehler & Co. AG aufbauten, deren Spezialität neben Seilbahnen, Skiliften, Elektrofahrzeugen und Lagersystemen schliesslich der erstmalige Einsatz von Lichtbogenöfen und die Erzeugung von Elektrostahlguss war. Im Jahre 1970 ging die Firma Oehler AG in Aarau im Industriekonzern Georg Fischer AG in Schaffhausen auf.

## Leben
Oehler wurde am 28. Februar 1942 in Aarau, in der sogenannten «Villa Oehler», die als einzige die Gesamtüberbauung «Torfeld Süd» überlebt hatte, geboren. Sein Vater betrieb als diplomierter Ingenieur ein Modellbauatelier in Aarau, seine Mutter war die Tochter des Asylvaters Arnold Meyer von Lenzburg.
Oehler besuchte in Aarau die städtischen und kantonalen Schulen, die er 1959 mit der Maturität abschloss. Aus der Schulzeit blieben ihm zahlreiche Freunde, zum Beispiel der Schriftsteller Hermann Burger. Eine Freundschaft verband ihn im letzten Schuljahr auch mit dem späteren Bundesrat Kaspar Villiger.
Oehler wusste schon früh, was ihn eigentlich interessieren würde: Philosophie und Psychologie. Er beschäftigte sich bereits während der Schulzeit mit den griechischen Philosophen, um sich später den mittelalterlichen Denkern und schliesslich der modernen Philosophie zuzuwenden. Daraus entwickelte sich ein starkes Interesse an weltanschaulichen Fragen und immer mehr auch an der Psychologie. Da ihn vielen interessanten Abhandlungen auf Sigmund Freud Bezug genommen wurde, lieh er sich in der Kantonsbibliothek dessen Zwanzig Vorlesungen zur Einführung in die Psychoanalyse aus. Mit diesem Buch sollte sich Oehlers Leben fundamental verändern.
Seinen stärksten Interessen stellte sich aber sein beruflicher Werdegang entgegen. Als Oehler sechzehn Jahre alt war, starb sein Vater. Alfred Oehler, der Cousin seines Vaters und Inhaber der Maschinenfabrik und Eisen- und Stahlwerke Oehler AG in Aarau, schlug deshalb Oehler vor, Giesserei-Ingenieur zu studieren und später in seine Firma einzutreten. Die Firma sei bereit, sein Studium in Aachen zu finanzieren.
Oehler befand sich in grössten Zweifeln. Einesteils war er von seinen philosophischen beziehungsweise literarischen Interessen überzeugt. Andererseits brachte er nicht den Mut auf, das grosszügige Angebot seines «Onkels» auszuschlagen. Zudem riet ihm ein Berufsberater zu einem naturwissenschaftlichen Studium. Er habe selber erfahren, dass ihm, dem Geisteswissenschaftler, ein Naturwissenschaftler immer überlegen gewesen sei.
Oehler zog 1961 nach fast zwei Jahren Militärdienst nach Aachen und konnte in der Folge nach praktischer Tätigkeit in England, Schweden, in der Schweiz und in Deutschland 1968 das Studium als «Giesserei-Ingenieur» erfolgreich abschliessen. Er zog anschliessend nach München und setzte an der Technischen Universität sein Studium in Wirtschaftswissenschaften fort. In dieser Zeit erreichte ihn die Nachricht, dass die Firma seines Onkels ihre Selbständigkeit aufgegeben und mit dem Industriekonzern Georg Fischer AG in Schaffhausen fusioniert habe.
Gleichzeitig gab es ein weltumspannendes Aufbegehren der europäischen Jugendgeneration gegen den Vietnamkrieg und gegen eine in ihren Augen verknöcherte, autoritär- und weltkriegsgeprägte Elterngeneration: die 68er-Rebellion. Oehler identifizierte sich mit ihren Werten und wurde selber ein überzeugter «68er». Er stieg innerhalb eines einzigen Jahres vom einfachen Studenten zum obersten Repräsentanten des Verbandes Deutscher Studentenschaften auf, als deren Funktionär er in München die studentische Selbstverwaltung neu strukturierte und in Hamburg für zwei Stunden die Delegiertenversammlung des Verbandes leitete.
Im Rahmen dieser Bewegung kam es für Oehler zu einem grundlegenden Umdenken seiner Einstellung. Nach Abschluss seines Zweitstudiums zum Diplomwirtschaftsingenieur wechselte er innerhalb der gleichen Fakultät in den Fachbereich «Psychologie und Erziehungswissenschaften», wo er im Jahre 1975 als Psychologe zum Doktor der Naturwissenschaften promovieren konnte. Oehler hatte damit die entscheidende Wendung von den technischen beziehungsweise wirtschaftswissenschaftlichen Fachrichtungen zu den Humanwissenschaften, insbesondere zur Psychologie, vollzogen. Von 1975 bis 1980 bildete er sich in der Schule des Berliner Psychiaters Günter Ammon fort, um 1980 als fertig ausgebildeter «Gruppendynamiker», «Gruppenpsychotherapeut» und «Psychoanalytiker» in die Schweiz zurückzukehren.
Nach grösseren Anfangsschwierigkeiten gelang es Oehler nach einem kurzen Abstecher, als psychologischer Praktikant in der Klinik «Waldau» in Bern eine eigene Praxis aufzubauen. Er heiratete 1984 seine Frau Susanne, mit deren Hilfe er die Praxis laufend vergrössern, ein altes Bauernhaus auf dem Moron erstehen und ein Ferienhaus in Spanien bauen konnte.
Oehler schrieb in der Folge mehrere Fachbücher über den «Gruppendynamischen Prozess», über die «Rivalität», über das «Wesen der Seele» und über das sogenannte «Loch im Ich», entwickelte einen «psychologischen Test» und schrieb schliesslich einen Roman über die antike Bibliothek von «Alexandria» und eine philosophisch ausgerichtete Beschreibung seines Lebens mit dem Titel Die Äpfel vom Baum der Erkenntnis. Im Jahre 2018 veröffentlichte er aus aktuellem Anlass ein Buch über die gruppendynamischen Hintergründe des weltweiten Rechtsrutsches und die Krise der Demokratie mit dem Titel Hat die Demokratie noch eine Zukunft?.

## Werke

### Sachbücher
- Veränderung von Einstellungen in Abhängigkeit von der emotionalen Bedeutung der wirksamen Informationen. München 1975 (zugleich Diss. Techn. Univ. München, 1975).
- Der gruppendynamische Prozess. Ein Schlüssel zum besseren Verständnis sozialer Konflikte in Familie, Schule, Betrieb und Politik. R. G. Fischer, Frankfurt am Main 1999, 2., überarbeitete Auflage 2007, ISBN 978-3-8301-1120-7.
- Rivalität und wie man richtig damit umgeht (= Beck’sche Reihe. 1515). C. H. Beck, München 2003, ISBN 3-406-49434-X.
- Das Wesen der Seele. Eine psychologisch-naturwissenschaftliche Erörterung der Frage nach dem Wesen der Seele. BoD, Norderstedt 2005, ISBN 3-8334-2904-6.
- Ich-strukturelles Arbeiten in der Gruppenpsychotherapie und Körpererleben. In: Künzler et al.: Körperzentrierte Psychotherapie im Dialog. Springer, Heidelberg 2010, ISBN 978-3-642-01059-0.
- Das «Loch im Ich». Frank & Timme, Berlin 2016, ISBN 978-3-7329-0275-0.
- Hat die Demokratie noch eine Zukunft? Die gruppendynamischen Hintergründe für den Rechtsrutsch und die Krise der Demokratie. Schweizer Literaturgesellschaft, Zug 2018, ISBN 978-3-03883-040-5.
- Streitfall Migration. Frank & Timme, Berlin 2021, ISBN 978-3-7329-0718-2.
- Mysterium Mensch. Frank & Timme, Berlin 2021, ISBN 978-3-7329-0715-1.
- Putins wahre Motive. Die historischen, geopolitischen und psychodynamischen Hintergründe von Wladimir Putins Krieg in der Ukraine. R. G. Fischer, Frankfurt am Main 2022, ISBN 978-3-8301-1898-5.
- Psychologie der Nahtoderfahrungen. Analyse und Systematik der unbewussten Prozesse. Frank & Timme, Berlin 2023, ISBN 978-3-7329-0996-4.

### Artikel
- Ein tiefgründiges Fest. Der Berner Psychotherapeut Kurt Theodor Oehler blickt in die Seele von Fasnachtsliebhabern und -verächtern. In: Der Bund vom 9. Februar 2005, S. 25 (PDF; 83 kB).
- Viele leiden am Loch im Ich. In: Der Bund, Gesellschaft. 5. April 2008, S. 41 (PDF; 1,3 MB).
- Wer eine normale Erziehung erlebt hat, wird nicht Terrorist. (Interview von Bernhard Ott) In: Der Bund vom 6. August 2016, S. 2 (PDF; 182 kB); S. 3 (PDF; 143 kB).

### Belletristik
- Freundschaft. In: Salü Hermann. In memoriam Hermann Burger. Edition Iseli, Eggingen 1991, ISBN 3-925016-65-1.
- Alexandria. Auf der Suche nach der antiken Bibliothek. Book Print Verlag, Goch 2008, ISBN 978-3-940754-20-2.
- Die Äpfel vom Baum der Erkenntnis. Vom gläubigen Christen zum überzeugten Atheisten. Noack & Block, Berlin 2016, ISBN 978-3-86813-041-6.

### Diagnostik
- Ich-Gestalt-Test nach Oehler (IGTO). R. G. Fischer, Frankfurt am Main 2001, ISBN 3-8301-0126-0.